# Какун, Моти
Моти Какун (16 ноября 1972 года, Тель-Авив) — израильский футболист, известный в основном за игру в Хапоэль Петах-Тиква.
Имеет кличку «Орёл», которую получил от болельщиков «Хапоэль» (Петах-Тиква) за постоянную нацеленность на ворота противника, а также за орлиный профиль.

## Футбольная карьера
Какун играл в основном за Хапоэль Петах Тиква. В молодом возрасте стал капитаном команды; заканчил сезон 1996-97 годов в качестве главного голкипера лиги, забив 21 гол, и помог своей команде финишировать второй, после «Бейтар Иерусалим» .
После ещё четырёх сезонов, в которых он забил двузначное количество голов, играя за Петах-Тикву, он дважды достиг отметки в 20 мячей. Какун переехал за границу, присоединившись к испанской CP Мериде (второй дивизион); однако спустя всего четыре месяца он вернулся в свою страну и прежний клуб.
В апреле 2000 года Какун достиг 100-го гола в своей карьере после победы в 4-2 на дерби, победив «Маккаби Петах-Тиква». Летом 2003 года, в возрасте 30 лет, он присоединился к команде второго уровня ФК «Хапоэль Кфар Саба». Он отыграл там два сезона и помог ей выиграть чемпионат на втором году с последующим продвижением.
Какун перешел в Хапоэль Петах в третий раз в 2005 году. Через два года ушел в отставку с официальными результатами в 156 голов в 379 играх.
Он вернулся в активный футбол в октябре 2010 года за «Бейтар Петах Тиква», а через два месяца он перешел в «Хапоэль Махане Иегуда». В 2012 году он вернулся в «Бейтар» Петах-Тиква.